# 세사르 로드리게스 알바레스
세사르 로드리게스 알바레스(스페인어: César Rodríguez Álvarez; 1920년 7월 6일, 카스티야 이 레온 주 레온 ~ 1995년 3월 1일, 카탈루냐 주 바르셀로나)는 줄여서 세사르(스페인어: César)로도 알려진 스페인의 축구 공격수이자 감독이다.
거의 20년에 달하는 현역 시절, 그는 바르셀로나에서 주로 활약했는데, 351번의 공식 경기에 출전해 232골(예전 기록에는 235골을 기록한 것으로 되어 있었다)을 기록하면서 리오넬 메시가 그의 기록을 넘어서기 전까지 수십 년 동안 구단 역사상 최다 득점자로 이름을 올려놓았다. 그는 5번의 라 리가 우승을 거두고, 총 13번의 주요 대회 우승을 거두었는데, 그는 구석에서 뛴 공을 손쉽게 마무리하는 능력으로 알려져 있었다.
세사르는 스페인을 대표로 1950년 FIFA 월드컵에 참가하기도 했다.
은퇴 후, 그는 사라고사와 바르셀로나를 비롯해 여러 프로 구단의 지휘봉을 잡기도 했다.

## 클럽 경력

### 바르셀로나
로드리게스는 카스티야 이 레온 주 레온 출신으로, 1939년에 바르셀로나에 입단했다. 그러나, 그는 군복무로 인해 그라나다로 이주해 그라나다에서 이듬해 출전했고, 그에 따라 안달루시아 연고 구단으로 2년 동안 임대되어 소속 구단의 사상 첫 라 리가 승격을 도왔고, 이듬해에는 24번의 경기에서 무려 23골을 퍼부으며 총 14개 구단이 참가한 리그에서 10위를 차지해 다음 시즌에도 라 리가에 참가하기 위해 충분한 성적을 거두었다. 이 시즌에 1942년 3월 22일자 카스테욘과의 안방 경기에서 6골을 기록하며 7-3 대승을 주도하기도 했다. 그는 그라나다의 사상 첫 라 리가 득점의 주인공이 되었는데, 1941년 9월 28일에 치른 본 경기는 1-1 무승부로 마무리되었다.
세사르는 1942년에 바르셀로나로 복귀해 1944-45 시즌에 자신의 사상 첫 리그 우승을 거두었는데, 이 시즌에 우승하는 과정에 24경 출전 15골을 기록했다. 그는 카탈루냐 연고 구단 소속으로 13년을 보내면서 11시즌에 두 자릿수 득점을 올리는 성과를 냈고, 이 중 세 시즌에서는 20골을 넘게 득점했었다. 그와 동행한 바르셀로나 선수들로는 안토니 라마예츠, 후암 벨라스코, 주제프 에스콜라, 주안 세가라, 에스타니슬라우 바소라, 호세 곤살보, 그리고 마리아노 곤살보 등이 있었다. 1948-49 시즌에는 28골을 기록해 개인 사상 처음이자 마지막으로 트로페오 피치치의 주인공이 되었다. 그리고 2년 후, 그는 3-0으로 이긴 레알 소시에다드와의 코파 델 헤네랄리시모 결승전에서는 두 차례 득점을 올렸다.
이후, 로드리게스는 바소라, 쿠벌러 라슬로, 에두아르도 만촌, 그리고 모레노와 함께 전설적인 바르셀로나 공격진을 구축했고, 1951-52 시즌 시즌에 5개의 트로피를 획득하는 데에 일조했다. 그는 연장전 끝에 4-2로 이긴 발렌시아와의 코파 델 헤네랄리시모 결승전에서 득점을 올렸고, 프랑스 니스와의 코파 라티나 경기에서도 1-0 결승골을 뽑아냈다.

### 말년
35세에 바르셀로나를 떠난 세사르는 쿨투랄 레오네사에 입단했고, 1955-56 시즌에 본인 현역 활동기에 처음이자 마지막으로 강등되었고, 프랑스의 페르피냥으로 잠시 건너갔다가 엘체로 이적해 스페인 무대에 복귀했고, 발렌시아 연고 구단을 2년 만에 테르세라 디비시온에서 1부 리그로 올렸는데, 현역 마지막 시즌에 선수 겸 감독으로 이 업적을 달성했다. 그는 3부 리그에서 불과 25경기에 출전해 33골을 기록했다.
로드리게스는 1960년, 40세의 나이로 축구화를 벗었고, 스페인 1부 리그에서만 353 경기에 출전하여 226골을 기록했다. 대회 역사에서 텔모 사라, 우고 산체스, 그리고 알프레도 디 스테파노 만이 그보다 더 많은 득점을 기록했다.
이후 세사르는 1부 리그에서 9년 동안 감독일을 했는데, 사라고사를 주로 이끌었고, 아라곤 연고 구단이 1960-61 시즌에 3위, 1961-62 시즌에 4위, 그리고 1962-63 시즌에 5위의 성적을 냈고, 후자의 대회에서는 코파 결승전에 올랐지만, 친정 바르셀로나에게 패하였다.
1963년 여름, 세사르는 전 동료 주제프 곤살보를 도와 바르사의 사령탑을 맡았지만, 1964-65 시즌에 불과 5경기만 지도하고 해임되었다. 그는 마요르카와 베티스 감독을 맡아 2년 연속 강등으로 해를 마무리했고, 그가 마지막으로 프로 감독을 맡은 사라고사에서는 1968-69 시즌에 소속 구단이 리그에서 13위로 마무리해 간신히 강등을 피했다. 그는 74세에 바르셀로나에서 영면에 들었는데, 그의 기록은 2012년 3월 20일까지 57년 동안 유지되었는데, 그의 기록은 리오넬 메시가 그라나다를 상대로 해트트릭을 완성하면서 경신되었다.

## 국가대표팀 경력
세사르는 스페인 국가대표팀 일원으로 7년 동안 활약했는데, 12경기에 출전하여 6골을 기록했다. 그는 포르투갈과의 1945년 3월 11일에 2-2로 비긴 첫 국가대표팀 경기에서 득점을 올렸고, 1950년 FIFA 월드컵에 참가한 선수단에 이름을 올렸지만, 한 경기도 출전하지 못했다.
로드리게스는 카탈루냐 대표팀 경기에 10년 넘게 출전했다. 1947년 10월 19일, 사리아에서 벌어진 스페인과의 경기에서 2골을 기록해 3-1 승리를 견인했다.

## 사생활
세사르 로드리게스의 형, 리카르도(칼로라는 별칭으로도 알려짐)도 축구 선수였다. 그는 수비수로 활약하면서 1부 리그에서 8년 동안 세 구단에서 활약했는데, 이 중 71경기를 뛰었던 바르셀로나에서 5년을 머물렀다.
세사르는 그라나다와 쿨투랄 레오네사에서 각각 1부 리그 1호골을 기록한 선수이기도 하다.

## 경력 통계

### 클럽
| 클럽            | 시즌      | 리그 | 리그 | 컵   | 컵 | 유럽 | 유럽 | 기타 | 기타 | 합계 | 합계 |
| 클럽            | 시즌      | 출장 | 골   | 출장 | 골 | 출장 | 골   | 출장 | 골   | 출장 | 골   |
| --------------- | --------- | ---- | ---- | ---- | -- | ---- | ---- | ---- | ---- | ---- | ---- |
| 그라나다        | 1941–42   | 24   | 23   | 5    | 3  | –    | –    | –    | –    | 29   | 26   |
| 그라나다        | 합계      | 24   | 23   | 5    | 3  | –    | –    | –    | –    | 29   | 26   |
| 바르셀로나      | 1942–43   | 23   | 13   | 8    | 3  | –    | –    | –    | –    | 31   | 16   |
| 바르셀로나      | 1943–44   | 26   | 12   | 4    | 1  | –    | –    | –    | –    | 30   | 13   |
| 바르셀로나      | 1944–45   | 24   | 15   | 4    | 6  | –    | –    | –    | –    | 28   | 21   |
| 바르셀로나      | 1945–46   | 26   | 12   | 2    | 0  | –    | –    | 1    | 1    | 29   | 13   |
| 바르셀로나      | 1946–47   | 25   | 9    | 4    | 3  | –    | –    | –    | –    | 29   | 12   |
| 바르셀로나      | 1947–48   | 19   | 19   | 2    | 0  | –    | –    | –    | –    | 21   | 19   |
| 바르셀로나      | 1948–49   | 24   | 28   | 4    | 2  | –    | –    | 3    | 2    | 31   | 32   |
| 바르셀로나      | 1949–50   | 23   | 17   | 2    | 2  | –    | –    | 0    | 0    | 25   | 19   |
| 바르셀로나      | 1950–51   | 27   | 29   | 7    | 4  | –    | –    | –    | –    | 34   | 33   |
| 바르셀로나      | 1951–52   | 24   | 21   | 7    | 5  | –    | –    | 3    | 1    | 34   | 27   |
| 바르셀로나      | 1952–53   | 27   | 13   | 5    | 4  | –    | –    | –    | –    | 32   | 17   |
| 바르셀로나      | 1953–54   | 15   | 2    | 7    | 6  | –    | –    | –    | –    | 22   | 8    |
| 바르셀로나      | 1954–55   | 4    | 0    | 1    | 0  | –    | –    | –    | –    | 5    | 0    |
| 바르셀로나      | 합계      | 287  | 190  | 57   | 36 | –    | –    | 7    | 4    | 351  | 230  |
| 쿨투랄 레오네사 | 1955–56   | 15   | 3    | –    | –  | –    | –    | –    | –    | 15   | 3    |
| 쿨투랄 레오네사 | 합계      | 15   | 3    | –    | –  | –    | –    | –    | –    | 15   | 3    |
| 페르피냥        | 1956–57   | 13   | 4    | –    | –  | –    | –    | –    | –    | 13   | 4    |
| 페르피냥        | 합계      | 13   | 4    | –    | –  | –    | –    | –    | –    | 13   | 4    |
| 엘체            | 1957–58   | 25   | 33   | –    | –  | –    | –    | –    | –    | 25   | 33   |
| 엘체            | 1958–59   | 28   | 4    | 4    | 2  | –    | –    | –    | –    | 32   | 6    |
| 엘체            | 1959–60   | 27   | 5    | 9    | 6  | –    | –    | –    | –    | 36   | 11   |
| 엘체            | 합계      | 80   | 42   | 13   | 8  | –    | –    | –    | –    | 93   | 50   |
| 경력 합계       | 경력 합계 | 419  | 262  | 75   | 47 | –    | –    | 7    | 4    | 501  | 313  |

### 국가대표팀 득점 기록
| # | 날짜             | 경기장                          | 상대     | 점수 | 최종결과 | 대회     |
| - | ---------------- | ------------------------------- | -------- | ---- | -------- | -------- |
| 1 | 1945년 3월 11일  | 포르투갈 리스본 나시오날        | 포르투갈 | 2–2  | 무       | 친선경기 |
| 2 | 1945년 5월 6일   | 스페인 라 코루냐 리아소르       | 포르투갈 | 4–2  | 승       | 친선경기 |
| 3 | 1948년 3월 21일  | 스페인 마드리드 누에보 차마르틴 | 포르투갈 | 2–0  | 승       | 친선경기 |
| 4 | 1951년 2월 18일  | 스페인 마드리드 누에보 차마르틴 | 스위스   | 6–3  | 승       | 친선경기 |
| 5 | 1952년 6월 1일   | 스페인 마드리드 누에보 차마르틴 | 아일랜드 | 6–0  | 승       | 친선경기 |
| 6 | 1952년 12월 28일 | 스페인 마드리드 누에보 차마르틴 | 서독     | 2–2  | 무       | 친선경기 |

## 수상

### 선수
바르셀로나
- 라 리가: 1944–45, 1947–48, 1948–49, 1951–52, 1952–53
- 코파 델 헤네랄리시모: 1951, 1952, 1952–53
- 코파 에바 두아르테: 1948, 1952, 1953
- 코파 라티나: 1949, 1952

그라나다
- 세군다 디비시온: 1940–41

엘체
- 세군다 디비시온: 1958–59
- 테르세라 디비시온: 1957–58

### 감독
사라고사
- 코파 델 헤네랄리시모 준우승: 1962–63

에르쿨레스
- 테르세라 디비시온: 1969–70

### 개인
- 트로페오 피치치: 1948–49